# Wisława
Wisława – słowiańskie imię żeńskie, będące skróconą formą imienia Witosława albo Wojsława. Poświadczone od 1273 roku jako Wisława ||Wysława. 
Żeński odpowiednik imienia Wisław. 
Wisława imieniny obchodzi 22 maja i 15 czerwca.
Znane osoby noszące to imię:
- Wisława Szymborska